# Bank of America Corporate Center
Il Bank of America Corporate Center è un grattacielo alto 265 metri situato a Charlotte, nella Carolina del Nord. Una volta completato nel 1992, divenne ed è tuttora l'edificio più alto di Charlotte e della Carolina del Nord; l'edificio è alto 60 piani. È il 174° edificio più alto del mondo. Progettato dall'architetto  argentino César Pelli e HKS Architects, è il 31° edificio più alto degli Stati Uniti. Ospita il quartier generale mondiale della Bank of America.